# Tatort: Der Fluch des Geldes
Der Fluch des Geldes ist ein Fernsehfilm aus der Krimireihe Tatort. Der vom Saarländischen Rundfunk produzierte Beitrag ist die 1259. Tatort-Episode und wurde am 28. Januar 2024 im SRF, im ORF und im Ersten erstausgestrahlt. Das Saarbrücker Ermittlerduo Schürk und Hölzer ermittelt seinen fünften Fall.

## Handlung
Die Handlung schließt an die Tatortfolge Die Kälte der Erde an. Leo Hölzer entdeckt, dass sein Kollege Adam Schürk im Besitz der Beute aus einem Bankraub seines verstorbenen Vaters ist. Im Streit darüber, es vor ihm geheim gehalten zu haben, trennen sich beide und Hölzer will zu Fuß über die Landstraße nach Hause, als er fast von einem schwarzen Pickup überfahren wird. Kurz danach stößt er auf eine Frau, die soeben mit ihrem Kleinwagen tödlich verunglückt ist. Hölzer vermutet einen Zusammenhang mit dem Pickup und lässt den Unfallort kriminaltechnisch untersuchen. Es lässt sich jedoch keinerlei Fremdverschulden nachweisen und auch die Obduktion ergibt „nur“ einen Herzinfarkt. Hölzer ist davon überzeugt, dass sich die alte Dame zu Tode erschreckt hat und lässt deshalb nicht locker, den oder die Verursacher zu finden. Der schwarze Pickup kann zwar ermittelt werden, aber der Besitzer hatte ihn als gestohlen gemeldet, die Anzeige allerdings wieder zurückgezogen, nachdem das Fahrzeug unbeschädigt wieder aufgefunden wurde. Entwendet wurde ihm das Fahrzeug vor einem Spielcasino, wo sich Hölzer sogleich umsieht. Dort fällt ihm eine Gruppe junger Leute auf, eine Clique, die sich die Zeit mit gefährlichen Wetten vertreibt. Er schließt sich der Gruppe, bestehend aus Dino, Taleb, Betty und Luisa, in der Hoffnung an, Beweise für deren Vergehen zu finden. Um aber richtig „aufgenommen zu werden“, muss auch er sich den verrückten Wetten stellen und braucht passendes Kapital für die Einsätze. Er beschließt, Schürk darum zu bitten, sagt ihm aber nicht, wozu er das Geld benötigt. Daher folgt Schürk ihm heimlich und beobachtet die Gruppe bei ihrem Treiben. Sie beginnen ihre Wetten in einem stillgelegten Fabrikgelände und wechseln dann zur Wohnung eines der Cliquenmitglieder. Hier gehen die Wetten in den persönlichen Bereich, was zu einem bedrohlichen Streit innerhalb der Gruppe führt. Hölzer kommt dadurch bei seinen Ermittlungen aber ein Stück weiter, denn es kommt zur Sprache, dass die Clique am Vortag mit dem Auto unterwegs gewesen ist und dem Fahrer (Luisa) die Augen zugehalten wurden. Als Beweis würde aber nur gelten, wenn einer Beteiligten dazu auch eine belastende Aussage machen würde. Um das zu erreichen, bleibt Hölzer weiter undercover bei der Gruppe, doch wird am nächsten Tag Luisa, mit einer Überdosis Heroin, tot in ihrer Wohnung gefunden. Eindeutig kann Taleb Hamsa als Täter ermittelt werden. Seine schwangere Freundin Betty nimmt derweil heimlich Hölzers Wetteinsatz an sich und verlässt per Flugzeug das Land. 

## Hintergrund
Der Film wurde vom 14. Juni 2023 bis zum 12. Juli 2023 in Saarbrücken und Umgebung gedreht.

## Rezeption

### Kritiken
Rainer Tittelbach von tittelbach.tv schrieb in seiner Rezension: „‚Tatort – Der Fluch des Geldes‘ (SR, Degeto / Bavaria Fiction) ist ein physisch starker, durchweg spannender Krimi. Ein Teil des Nervenkitzels resultiert aus mehreren Wett-Aktionen, die das Zentrum der Geschichte bilden. Diese Challenges lassen gruppendynamisch tief blicken, sie gewähren Einblicke in die Rollen, die jeder in der Gruppe einnimmt, und in das, was in jedem Einzelnen schlummert. Interaktion wird dadurch zum Krimi, und die Psychologie des Einzelnen wird auf die Gesellschaft zurückgespiegelt.“
Im Der Spiegel urteilte Christian Buß: „Dass zwischen Whiskysaufen, Nikotin-Gum-Kauen und drolligen Streichen dann auch noch ein Kinderwunschdrama aufgemacht wird, bringt den »Tatort« dann völlig zum Eiern. Schade, das junge Saar-Revier hatte zuletzt ja einen fantastischen Lauf gehabt.“
Oliver Armknecht von film-rezensionen.de meinte: „Die Spannung besteht nicht darin, über eine Auflösung zu spekulieren, sondern, ob der Kommissar in dieser Truppe auffliegen wird. Hinzu kommen die Wetten, die mit hohen Einsätzen verbunden sind. Wobei man da nicht zu viel erwarten sollte.“ „Der Druck besteht bei ‚Tatort: Der Fluch des Geldes‘ eher in dem konfrontativen Verhältnis der Figuren. Da gleicht fast jeder Dialog einer Kriegserklärung, man wartet nur darauf, dass das hier mal explodiert. Als Porträt einer psychopathischen Gruppe ist das ganz nett, auch wenn die Informationen spärlich sind.“ „Leider ist der Film um Leute, die sich einen Kick holen wollen, auch nicht entschlossen genug. Für einen wirklichen Hochspannungsthriller ist das zu wenig, da hätte bei den Wetten mehr passieren müssen. Gleichzeitig ist die Geschichte zu überzogen, als dass man sie ernst nehmen müsste.“
Bei SWR3 schrieb Michael Haas: Dieser Tatort lebt „besonders von den hervorragenden Darstellern der vier Spieler. Top Schauspiel, geerdet, glaubwürdig, echt. Schade nur, dass der Kommissar für den Zuschauer manchmal irrational handelt, und deshalb hin und wieder etwas seltsam wirkt. Da hat die Umsetzung oder das Drehbuch leichte Schwächen. Dem Krimi als Ganzes tut das aber so gut wie keinen Abbruch. Das ist ein hervorragend gefilmter Tatort mit einer unverbrauchten Story, super Drehorten (Stichwort Lost Places) und sogar mit tiefen Gefühlen. Spannend, intensiv, und sehr gut!“
Für Prisma.de wertete Elisa Eberle: „Anstelle einer klassischen und bisweilen auch unkreativ wirkenden Ermittlungsarbeit folgen zu müssen, wird das Publikum in Der Fluch des Geldes mit einer spannungssteigernden Psycho-Thriller-Geschichte konfrontiert. Ob sich ‚Tatort‘-Fans für diese neuen Erzählformen begeistern können, werden die Quoten zeigen.“

### Einschaltquoten
Die Erstausstrahlung von Der Fluch des Geldes am 28. Januar 2024  wurde in Deutschland von 9,05 Millionen Zuschauern gesehen und erreichte einen Marktanteil von 30,2 % für Das Erste.